# Harradum

Harradum, plus tard Haradu, est une ville de la Mésopotamie antique, située à l'emplacement du site archéologique de Khirbet-ed Dinye en Irak, dans la région du Moyen-Euphrate. Ce site a été fouillé dans les années 1980 par des équipes françaises au cours de campagnes de sauvetage.
La première phase d'occupation du site correspond à la période paléo-babylonienne (2004-1595 av. J.-C.). La ville est fondée quand sa région, le pays de Suhu(m), est dominée par les rois d'Eshnunna au début du XVIIIe siècle av. J.-C., servant de point d'ancrage de leurs ambitions politiques face au royaume de Mari, ville située à moins de 100 kilomètres en amont sur l'Euphrate. L'état de la ville qui est connu est néanmoins celui du siècle suivant, quand la ville est passée sous la domination des rois de Babylone. Mais son urbanisme reste stable. Il s'agit d'une construction planifiée, suivant un plan approximativement géométrique : la ville est de forme quasi-carrée, les rues se coupent presque en angle droit. Ces aspects sont rares dans l'urbanisme mésopotamien, généralement non planifié (du moins dans l'état de l'urbanisme fouillé) et donc moins clairement découpé. Des résidences ont pu être dégagées, parfois des îlots, ainsi qu'un pan des murailles et des espaces cultuels. Plusieurs lots d'archives ont été mis au jour dans les résidences, datés du temps de la domination babylonienne.
Le site est abandonné dans la seconde moitié du XVIIe siècle quand Babylone perd son emprise sur le Moyen-Euphrate face à l'arrivée de menaces dont les Kassites, puis les Hittites qui causent finalement sa chute. La réoccupation de Khirbet-ed Diniye, sous le nom à peine modifié de Haradu, s'effectue au XIe siècle quand les Assyriens cherchent à étendre leur domination sur le pays de Suhu, et qui s'en servent comme forteresse. Ils en perdent le contrôle peu après face à l'arrivée des Araméens, mais le réoccupent au IXe siècle.